# Lufkin Industries
Lufkin Industries este o companie americană specializată în furnizarea de echipamente și servicii pentru industria de petrol și gaze precum și pentru transportul de energie electrică.
Vânzările companiei au fost de 521 milioane de dolari în anul 2008.